# Клетгау (ландграфство)

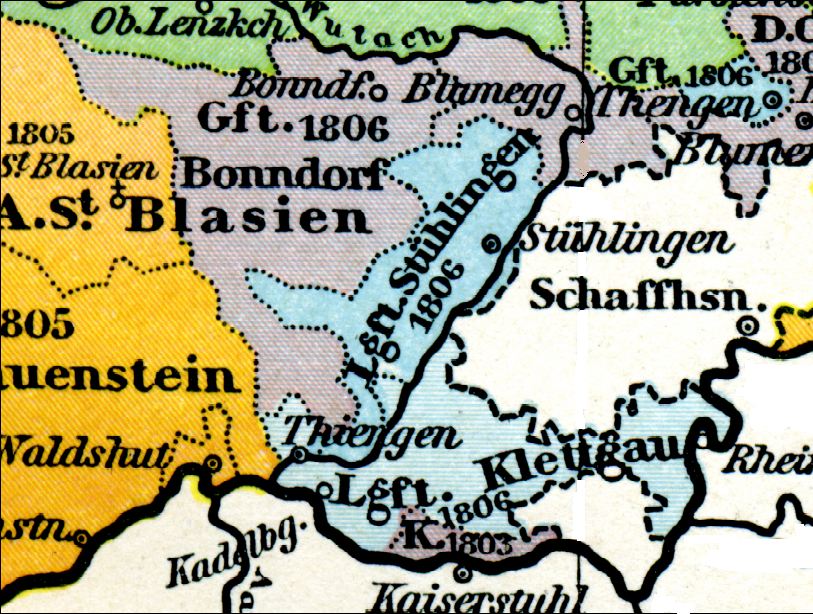
Ландграфство Клетгау в 1806 году

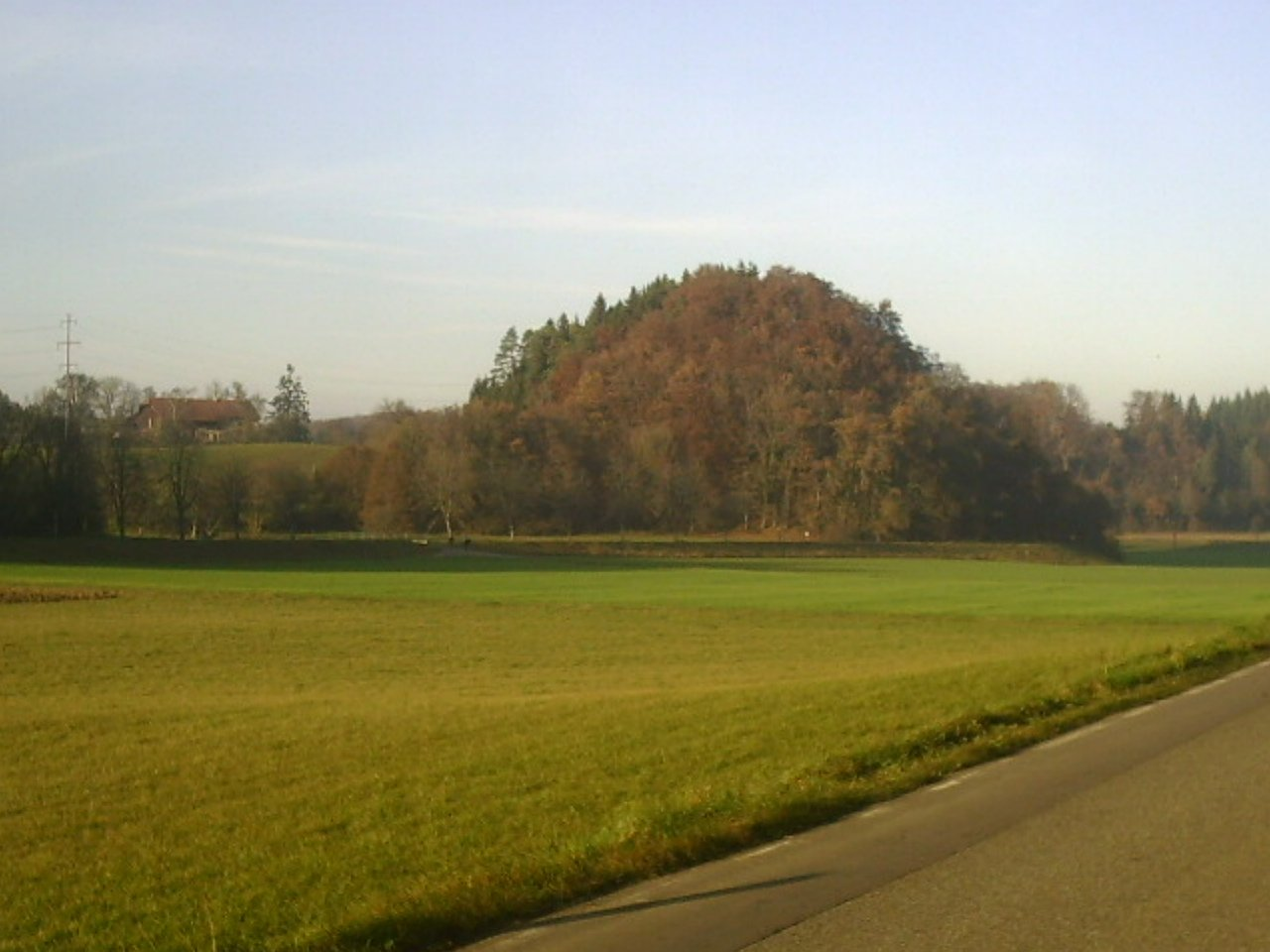
Замковый холм, где находился родовой «Белый замок» графов Клетгау.

Ландграфство Клетгау (нем. Klettgau, Kleggau, алем. нем. Chleggau) — средневековое швабское феодальное владение в составе Священной Римской империи, располагавшееся на Верхнем Рейне, между Шаффхаузеном и Вальдсхут-Тингеном.

## История
Гау Клетгау появилось в результате разделения Франкской империи, и входило в состав владений династии Каролингов. В X веке графство Клетгау входило в состав племенного герцогства Швабия.
В период с 1282 по 1408 годы Клетгау принадлежало владениям династии графов Габсбург-Лауфенбургов (нем. Habsburg-Laufenburg), с 1325 года ставших ландграфами. 
18 мая 1408 году, не оставив мужского потомства, умирает ландграф Иоганн IV, последний из династии Габсбург-Лауфенбург. В 1410 году его дочь Урсула вышла замуж за графа Рудольфа II фон Зульц, после чего Клетгау перешло к дому фон Зульц в качестве имперского лен. 
С юридической точки зрения того времени, Клетгау находилось в юрисдикции городов Цюрих и Шаффхаузен, и только в 1488 году была принята и удовлетворена претензий фон Зульцов, дающая им право на управление всей территорией Клетгау.
С 1500 года графство Клетгау входит в состав Швабского округа Германо-римской империи, и его граф участвовал в заседаниях окружных и имперских органах власти в качестве светского князя округа. В период с 1501 по 1656 годы часть северных территорий графства Клетгау были проданы имперском городу Шаффхаузену, состоящему в Швейцарском союзе.

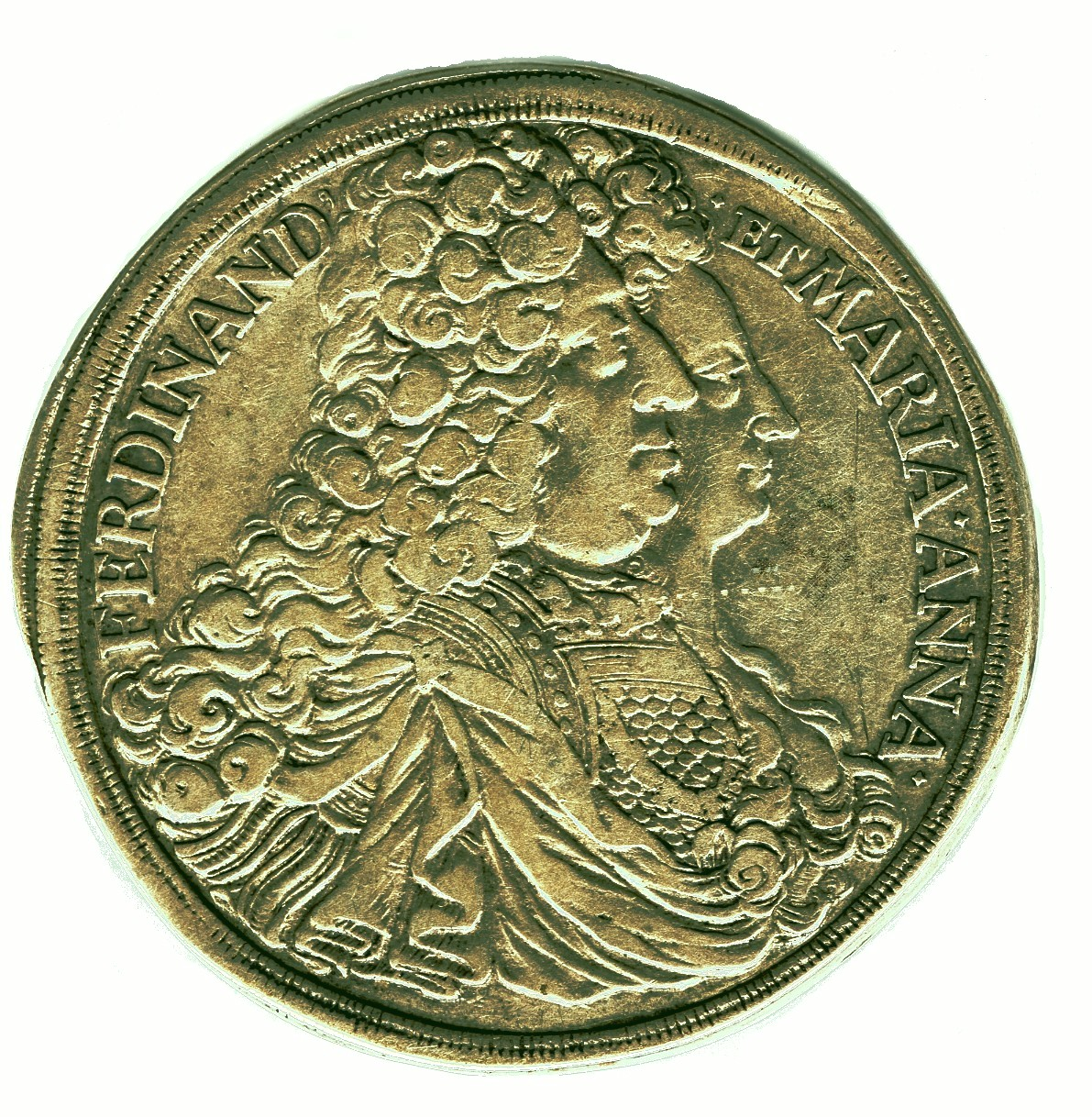
Талер с изображением профилей Марии Анны фон Зульц и Фердинанда фон Шварценберга, 1696 год

В 1689 или 1698 году, после пресечения мужской линии графов фон Зульц, Клетгау, вместе с монетным двором фон Зульц, переходит к Шварценбергам, вследствие брака Марии Анны фон Зульц с Фердинандом фон Шварценбергом. С того времени в титулатуру князей Шварценберг вошли титулы граф Зульц и ландграф Клетгау.
После Германской медиатизации в 1805 году, реорганизовавшей политические единицы Священной Римской империи, ландграфство Клетгау вошло в состав великого герцогства Баден.